# Club Baloncesto Estudiantes 2020-2021
Questa voce raccoglie le informazioni riguardanti il Club Baloncesto Estudiantes nelle competizioni ufficiali della stagione 2020-2021.

## Stagione
La stagione 2020-2021 del Club Baloncesto Estudiantes è la 65ª nel massimo campionato spagnolo di pallacanestro, la Liga ACB.

## Roster
Aggiornato al 14 ottobre 2024.
| Movistar Estudinates 2020-21 | Movistar Estudinates 2020-21 |
| Giocatori                    | Staff tecnico                |
| ---------------------------- | ---------------------------- |

| N. | Naz.                                                     | Ruolo | Nome                 | Anno | Alt.   | Peso   |  |
| -- | -------------------------------------------------------- | ----- | -------------------- | ---- | ------ | ------ |  |
| 1  | Francia (bandiera)                                       | G     | Edwin Jackson        | 1989 | 190 cm | 90 kg  |  |
| 3  | Stati Uniti (bandiera) · Bosnia ed Erzegovina (bandiera) | P     | John Roberson        | 1988 | 180 cm | 78 kg  |  |
| 4  | Serbia (bandiera)                                        | G     | Aleksa Avramović     | 1994 | 192 cm | 87 kg  |  |
| 5  | Spagna (bandiera)                                        | G     | Adams Sola           | 2000 | 193 cm | 75 kg  |  |
| 9  | Spagna (bandiera)                                        | A     | Edgar Vicedo (C)     | 1994 | 202 cm | 100 kg |  |
| 12 | Spagna (bandiera)                                        | AP    | Diego Alderete       | 2000 | 194 cm |        |  |
| 17 | Bulgaria (bandiera) · Spagna (bandiera)                  | C     | Emil Stoilov         | 2002 | 208 cm |        |  |
| 19 | Spagna (bandiera)                                        | GA    | Rubén Domínguez      | 2003 | 197 cm | 80 kg  |  |
| 20 | Ciad (bandiera)                                          | C     | Christ Koumadje      | 1996 | 223 cm | 122 kg |  |
| 21 | Stati Uniti (bandiera)                                   | C     | Alec Brown           | 1992 | 216 cm | 107 kg |  |
| 24 | Cile (bandiera)                                          | P     | Nacho Varela         | 2000 | 187 cm |        |  |
| 25 | Lettonia (bandiera)                                      | AP    | Mārtiņš Laksa        | 1990 | 200 cm | 92 kg  |  |
| 31 | Rep. Dominicana (bandiera)                               | C     | Ángel Delgado        | 1994 | 208 cm | 109 kg |  |
| 33 | Lituania (bandiera) · Spagna (bandiera)                  | PG    | Dovydas Giedraitis   | 2000 | 192 cm | 80 kg  |  |
| 42 | Montenegro (bandiera)                                    | AG    | Nemanja Đurišić      | 1992 | 203 cm | 104 kg |  |
| 44 | Croazia (bandiera)                                       | AG    | Željko Šakić         | 1988 | 204 cm | 105 kg |  |
| 50 | Serbia (bandiera)                                        | P     | Aleksandar Cvetković | 1993 | 188 cm | 75 kg  |  |
| 55 | Porto Rico (bandiera)                                    | P     | José Barea           | 1984 | 178 cm | 82 kg  |  |
| 71 | Italia (bandiera)                                        | AP    | Alessandro Gentile   | 1992 | 201 cm | 103 kg |  |
| 77 | Spagna (bandiera)                                        | C     | Víctor Arteaga       | 1992 | 213 cm | 109 kg |  |
| -  | Israele (bandiera) · Spagna (bandiera)                   | C     | Gilad Levy           | 2002 | 216 cm |        |  |

| Allenatore                                                                            |
| - Javier Zamora (fino al 13 febbraio) - Jota Cuspinera (dal 13 febbraio)              |
| Assistente/i                                                                          |
| - Jorge Franco - Alberto Lorenzo Legenda - (C) Capitano - (IN) Inattivo - Infortunato |

## Mercato

### Sessione estiva
| Acquisti | Acquisti             | Acquisti          | Acquisti          | Acquisti |
| R.a      | Nome                 | da                | Modalità          |          |
| -------- | -------------------- | ----------------- | ----------------- | -------- |
| P        | Aleksandar Cvetković | Mega Belgrado     | svincolato        |          |
| P        | John Roberson        | Galatasaray       | svincolato        |          |
| G        | Aleksa Avramović     | Málaga            | riscatto prestito |          |
| G        | Edwin Jackson        | ASVEL             | riscatto prestito |          |
| AG       | Nemanja Đurišić      | Beşiktaş          | svincolato        |          |
| C        | Alec Brown           | Telekom Bonn      | svincolato        |          |
| C        | Ángel Delgado        | S. Falls Skyforce | svincolato        |          |

| Cessioni | Cessioni         | Cessioni          | Cessioni       | Cessioni |
| R.       | Nome             | a                 | Modalità       |          |
| -------- | ---------------- | ----------------- | -------------- | -------- |
| P        | Phil Pressey     | EWE Oldenburg     | fine contratto |          |
| PG       | Philip Scrubb    | Ottawa Blackjacks | fine contratto |          |
| AP       | Nemanja Dangubić | Partizan          | fine contratto |          |
| AG       | Duje Dukan       | Castelló          | fine contratto |          |
| C        | B.J. Mullens     | London Lions      | fine contratto |          |
| C        | Juan Palacios    | Titanes Barranq.  | fine contratto |          |
| C        | Khadim Sow       | Prienai           | fine contratto |          |

### Dopo l'inizio della stagione
| Acquisti | Acquisti           | Acquisti        | Acquisti          | Acquisti   |
| R.       | Nome               | da              | Data              | Modalità   |
| -------- | ------------------ | --------------- | ----------------- | ---------- |
| C        | Christ Koumadje    | Del. Blue Coats | 21 settembre 2020 | svincolato |
| AP       | Alessandro Gentile | Free agent      | 29 settembre 2020 | svincolato |
| P        | José Barea         | Free agent      | 23 gennaio 2021   | svincolato |
| AP       | Mārtiņš Laksa      | Start Lublino   | 12 aprile 2021    | svincolato |
| AG       | Željko Šakić       | Avtodor Saratov | 7 maggio 2021     | svincolato |

| Cessioni | Cessioni        | Cessioni        | Cessioni         | Cessioni    |
| R.       | Nome            | a               | Data             | Modalità    |
| -------- | --------------- | --------------- | ---------------- | ----------- |
| C        | Christ Koumadje | Avtodor Saratov | 20 dicembre 2020 | rescissione |
| P        | José Barea      | Free agent      | 10 maggio 2021   | rescissione |